# Лебедевич-Драевский, Фёдор Дмитриевич
Фёдор Дмитриевич Лебедевич-Драевский (1866—1926) — командующий 112-й пехотной дивизией, герой Первой мировой войны, участник Белого движения, генерал-лейтенант.

## Биография
Православный. Из потомственных дворян Казанской губернии. Сын отставного генерал-майора Дмитрия Андреевича Лебедевича-Драевского (1833—1902).
Окончил Псковский кадетский корпус (1884) и 2-е военное Константиновское училище (1886), откуда выпущен был подпоручиком в 1-й Кавказский стрелковый полк. Произведен в поручики 26 февраля 1890 года, в штабс-капитаны — 24 февраля 1896 года «за отличие по службе», в капитаны — 24 сентября 1900 года. В 1902 году окончил Офицерскую стрелковую школу «успешно».
С началом русско-японской войны был переведен в 34-й Восточно-Сибирский стрелковый полк. За боевые отличия награжден несколькими орденами, 3 марта 1905 года произведен в подполковники «за отличия в делах против японцев». 5 августа 1909 года переведен в 58-й пехотный Прагский полк. 28 января 1911 года произведен в полковники на вакансию с переводом в 57-й пехотный Модлинский полк.
С началом Первой мировой войны, 16 августа 1914 года назначен командиром 253-го пехотного Перекопского полка. Удостоен ордена Св. Георгия 4-й степени
За то, что в бою 24 сентября 1914 года, получив приказание овладеть д. Здрембы, сильно занятой противником, после упорного сопротивления, энергичным наступлением заставил немцев оставить эту деревню, имевшую для нас важное тактическое значение, и отойти далее на 3—4 версты, после чего обеспечил ее за собой; 26 сентября при дальнейшем наступлении, не взирая на губительный огонь противника, находясь в цепи и лично руководя действиями полка, был контужен в голову, но остался в строю.
Пожалован Георгиевским оружием
За то, что командуя двумя батальонами 253-го пехотного Перекопского полка с двумя батареями в боях с 28 по 31 января 1915 года у д. Тратцен, выбил немцев из названной деревни и отбросил их с правого фланга; заняв важный боевой участок в расположении противника и находясь все время под сильным ружейным и артиллерийским огнем, отбил яростные и повторные атаки немцев, действовавших в неизмеримо превосходных силах, и тем облегчил действия главных сил.
21 мая 1915 года произведен в генерал-майоры «за отличия в делах против неприятеля». 25 февраля 1916 года назначен командиром бригады 112-й пехотной дивизии, а 7 апреля 1817 года — командующим той же дивизией.
В Гражданскую войну участвовал в Белом движении в составе Добровольческой армии и Вооруженных сил Юга России. С 25 ноября 1918 года состоял в резерве чинов при штабе Главнокомандующего ВСЮР, с 22 января 1919 года — в резерве чинов при штабе Крымско-Азовской армии, с 17 марта того же года — в резерве чинов при штабе Главнокомандующего ВСЮР. В 1920 году был начальником Симферопольского гарнизона и председателем Георгиевской думы.
В эмиграции в Греции. Произведен в генерал-лейтенанты. Проживал в русском лагере Харилау, преподавал в русской гимназии. Состоял председателем Союза русских офицеров, членом Общества единения русских эмигрантов в Салониках, членом Общества русских монархистов и Общества Георгиевских кавалеров. Скончался в лагере Харилау от разрыва сердца.

## Семья
Был женат на дочери статского советника Клавдии Васильевне Георгизон. Их сын:
- Борис (1894—1922), капитан, адъютант русского лагеря в Харилау. Скончался от туберкулеза в русской больнице в Салониках. Похоронен на местном городском кладбище.

## Награды
- Орден Святой Анны 3-й ст. (3.02.1899)
- Орден Святого Станислава 2-й ст. (25.12.1902)
- Орден Святой Анны 2-й ст. с мечами (24.08.1904)
- Орден Святого Владимира 4-й ст. с мечами и бантом (ВП 8.01.1906)
- мечи к ордену Св. Станислава 2-й ст. (ВП 15.07.1907)
- Орден Святого Георгия 4-й ст. (ВП 26.04.1915)
- Орден Святого Владимира 3-й ст. с мечами (ВП 20.05.1915)
- Георгиевское оружие (ВП 17.04.1916)